# Kozani
 Ovo je glavno značenje pojma Kozani. Za druga značenja pogledajte Prefektura Kozani.
Kozani (grčki: Κοζάνη) je grad u Grčkoj. Ovo je glavni grad Prefekture Kozani i periferije Zapadne Makedonije, (Egejska Makedonija). Grad se sastoji od 20 općina.

### Stanovništvo
| Godina | Stanovništvo | Promjena      |
| ------ | ------------ | ------------- |
| 1981   | 31,120       | -             |
| 1991   | 43,395       | -             |
| 2001   | 49,812       | +6,417/+14.8% |

## Kultura

### Muzeji
- Kozani folklorni i etnološki muzej
- Kozani - muzej makedonske borbe
- Kozani - arheološki muzej

### Spomenici
- Crkva Sv. Nikolaos
- Crkva Sv. Dimitrios

## Mediji

### Novine
- Grammi
- Hronos
- Tarros

### Televizija
- West channel
- Top channel

### Radio
- Top FM
- West radio
- Erotikos FM
- Radio city
- ERA Kozanis
- Klik FM
- Lampsi FM
- ERA sport

## Gradovi pobratimi
- Bristol, Connecticut, SAD
- Iaşi, Rumunjska

## Vanjske poveznice
- kozanh.gr
- kozan.gr
- gipraki.com